# Neumünster
Neumünster település Németországban, Schleswig-Holstein tartományban. Lakosainak száma 80 185 fő (2023. december 31.). Neumünster Plön District, Rendsburg-Eckernförde és Segeberg District községekkel határos.

## Fekvése
Bad Segebergtől északnyugatra fekvő település.

## Leírása

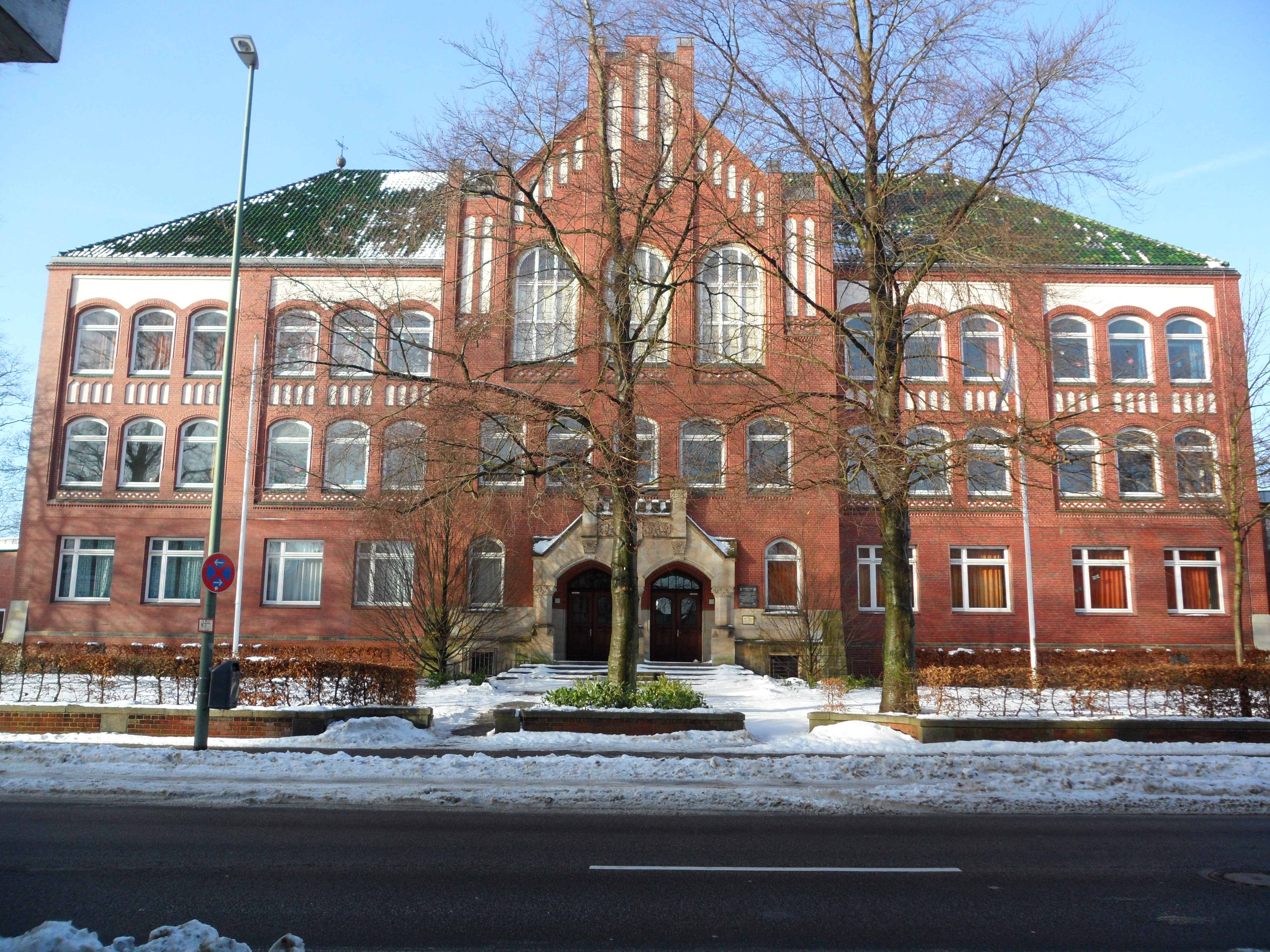
Holstenschule

A több mint 800 éve létesült város hajdan a posztógyártók hazája volt. A névadó Neumünsterből azonban mára semmi sem maradt. A város ma Közép-Holstein ipari központja korszerű elektromos- és gépipara van.
Az Északnémet Építőipari Kiállítást évente e városban rendezik meg.
Itt rendezik meg évenként az Északnémet Építőipari Kiállítást.
A város központjában áll a település legismertebb műemléke a Vicelin-templom (Vicelinkirche), mely a 19. század elejéről származik. Az épület az északon ritka vöröstéglás klasszicista építkezés példája.

## Galéria

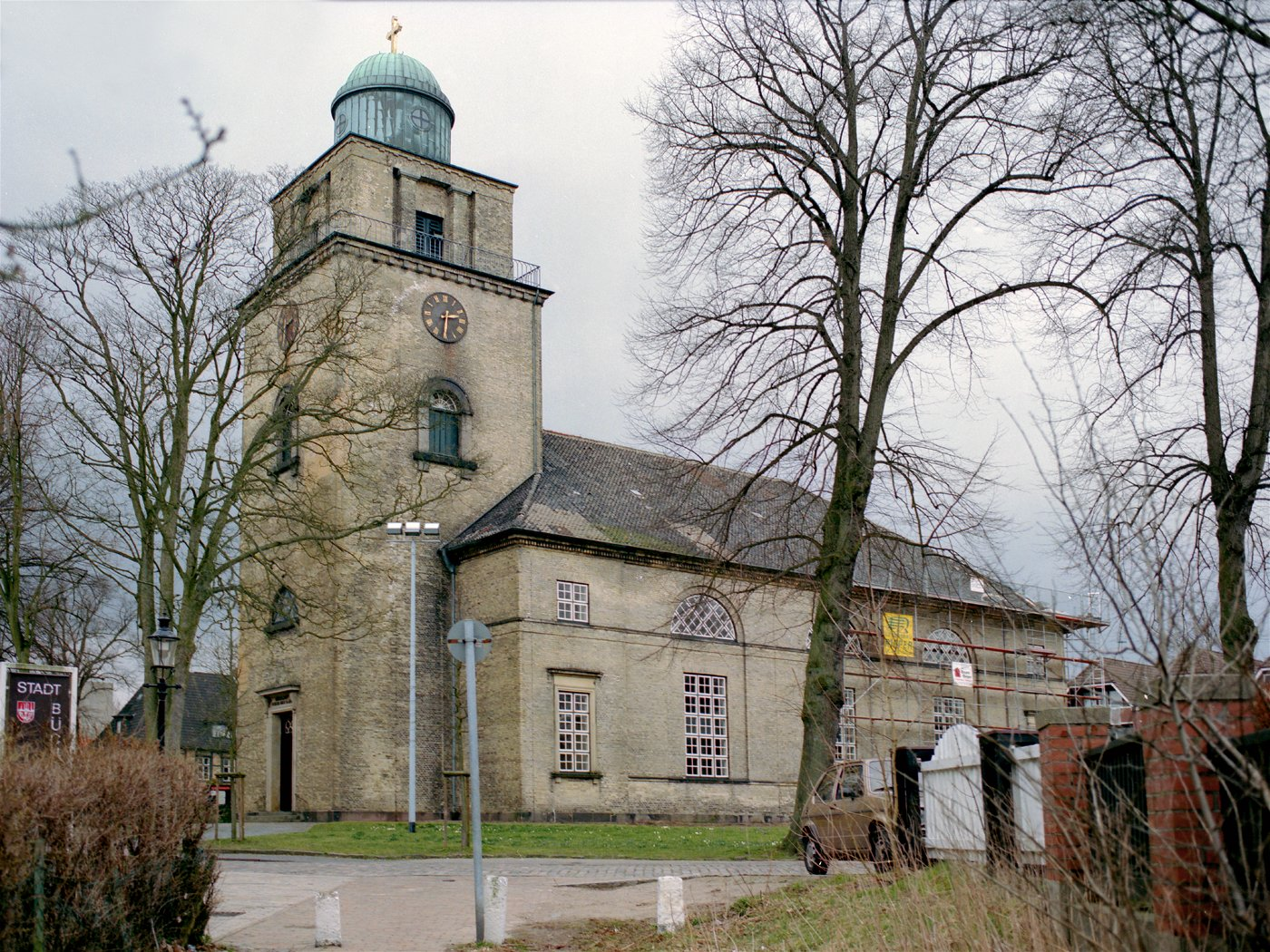
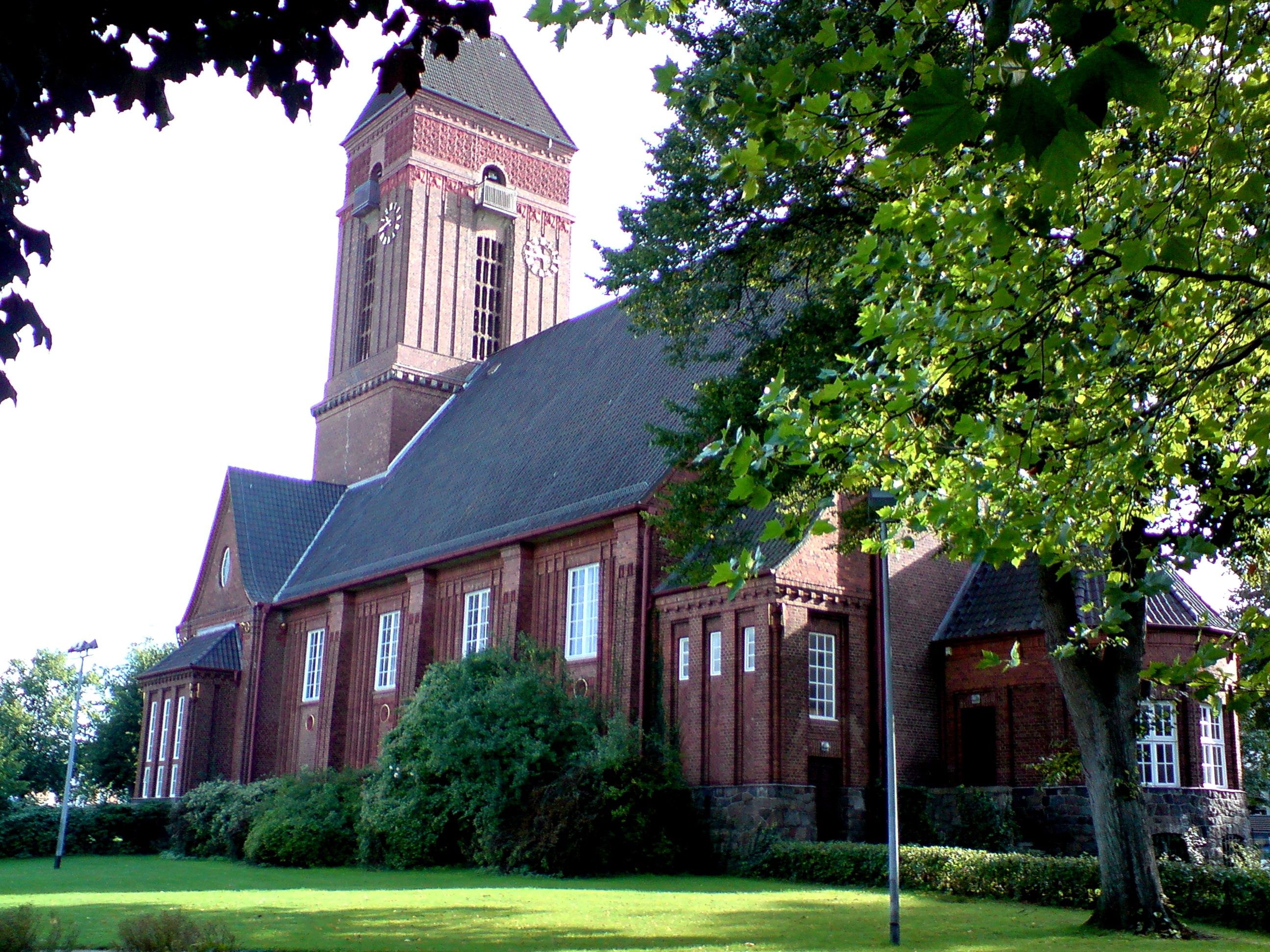
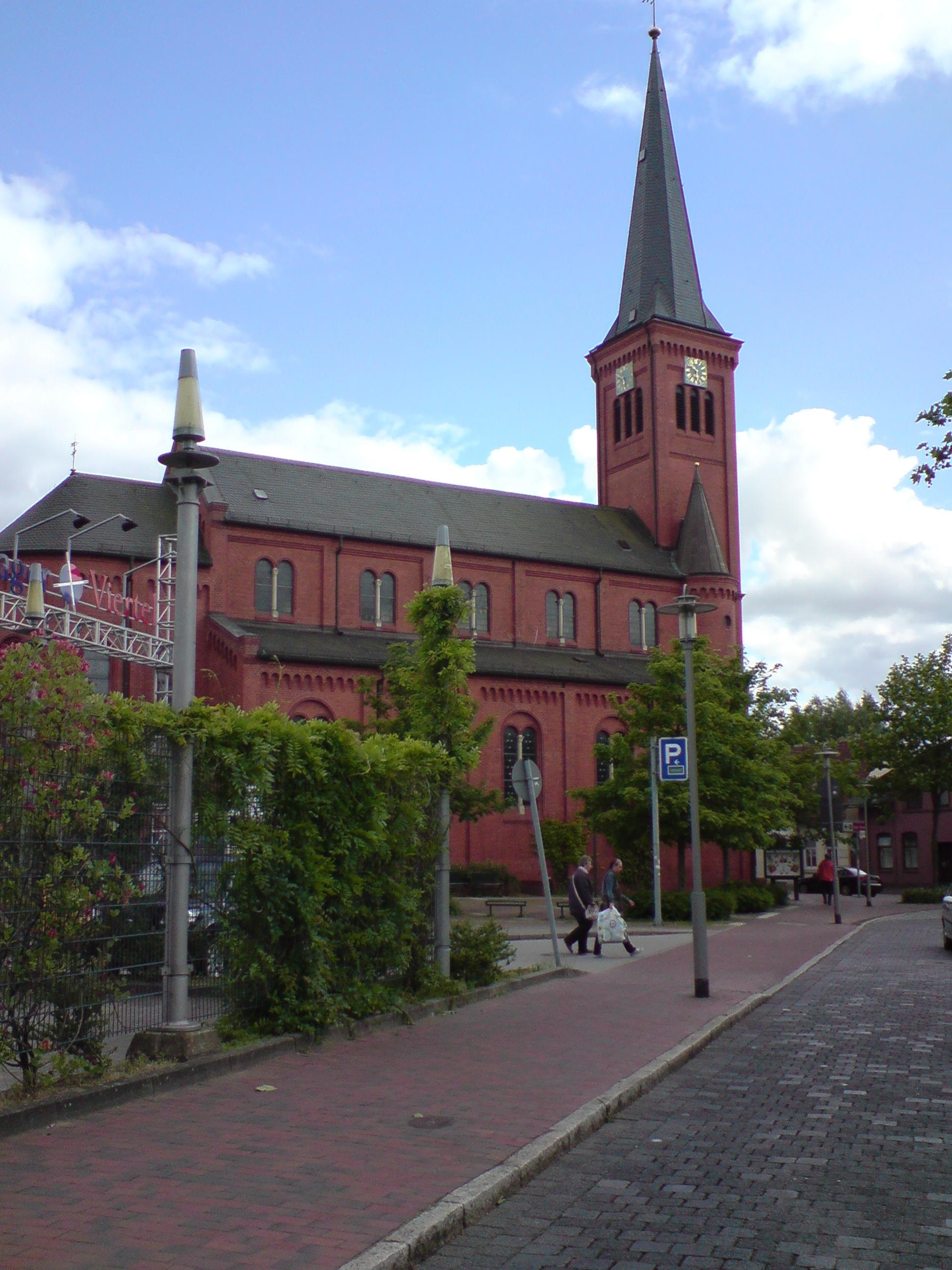
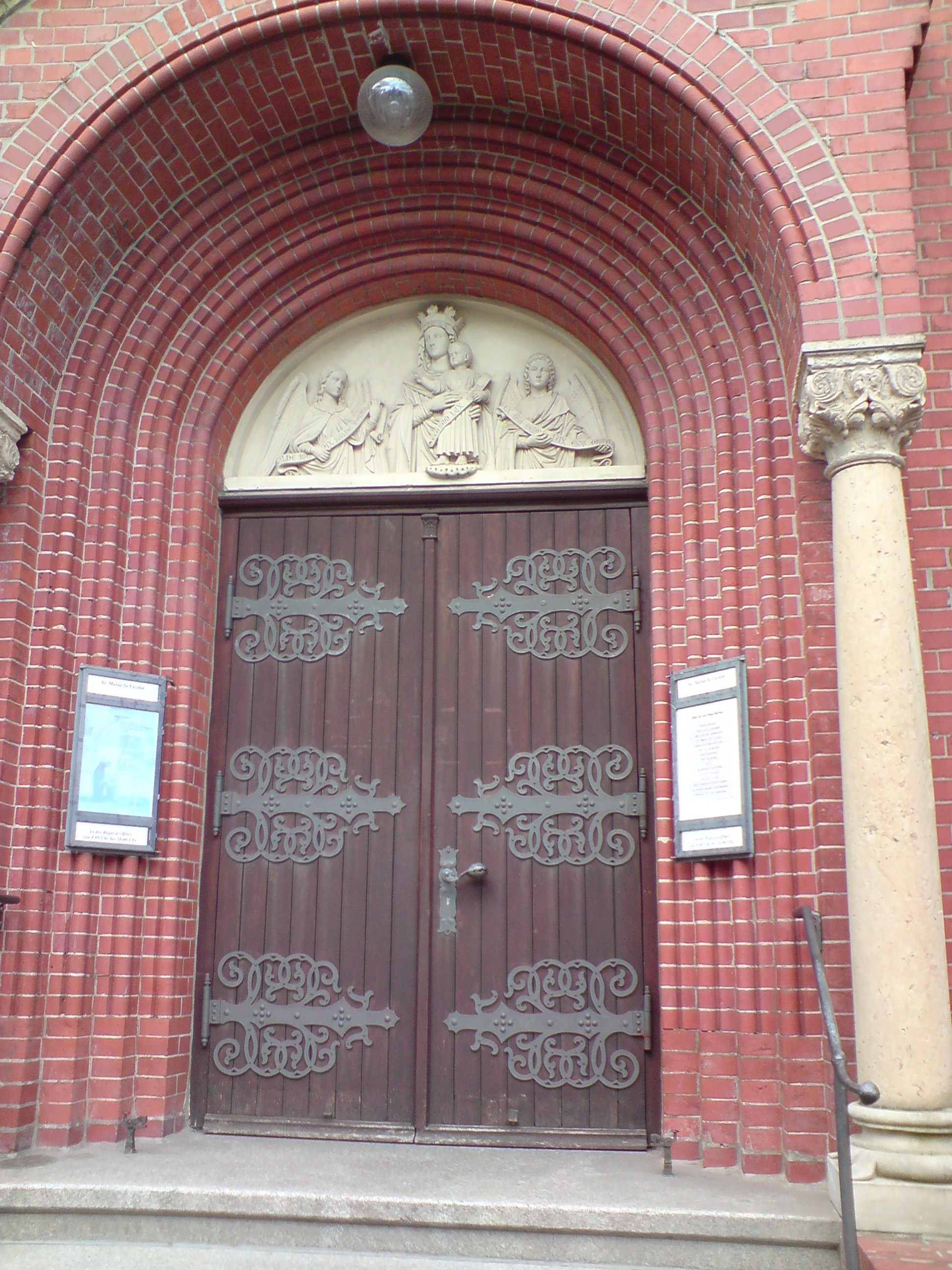
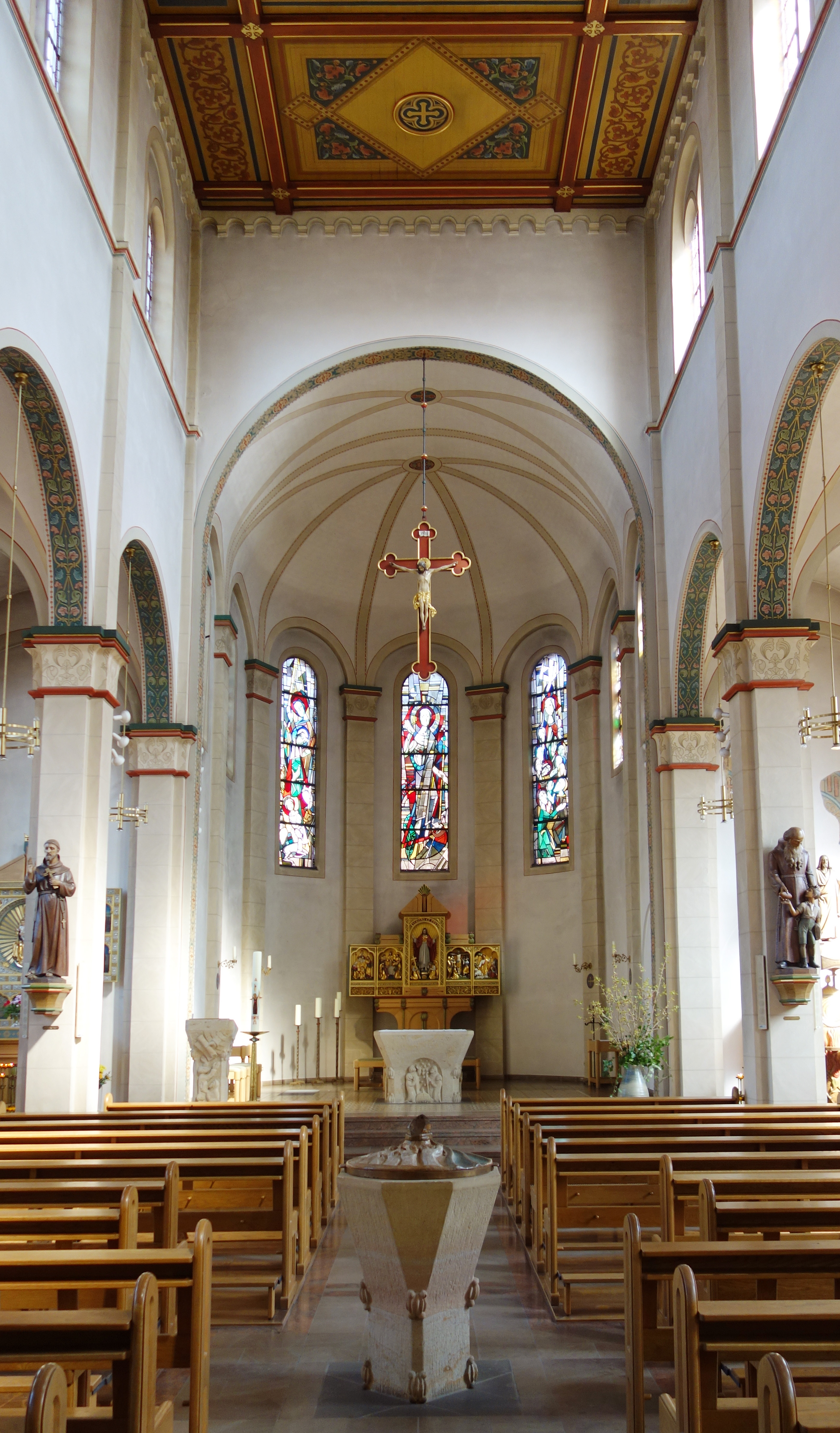
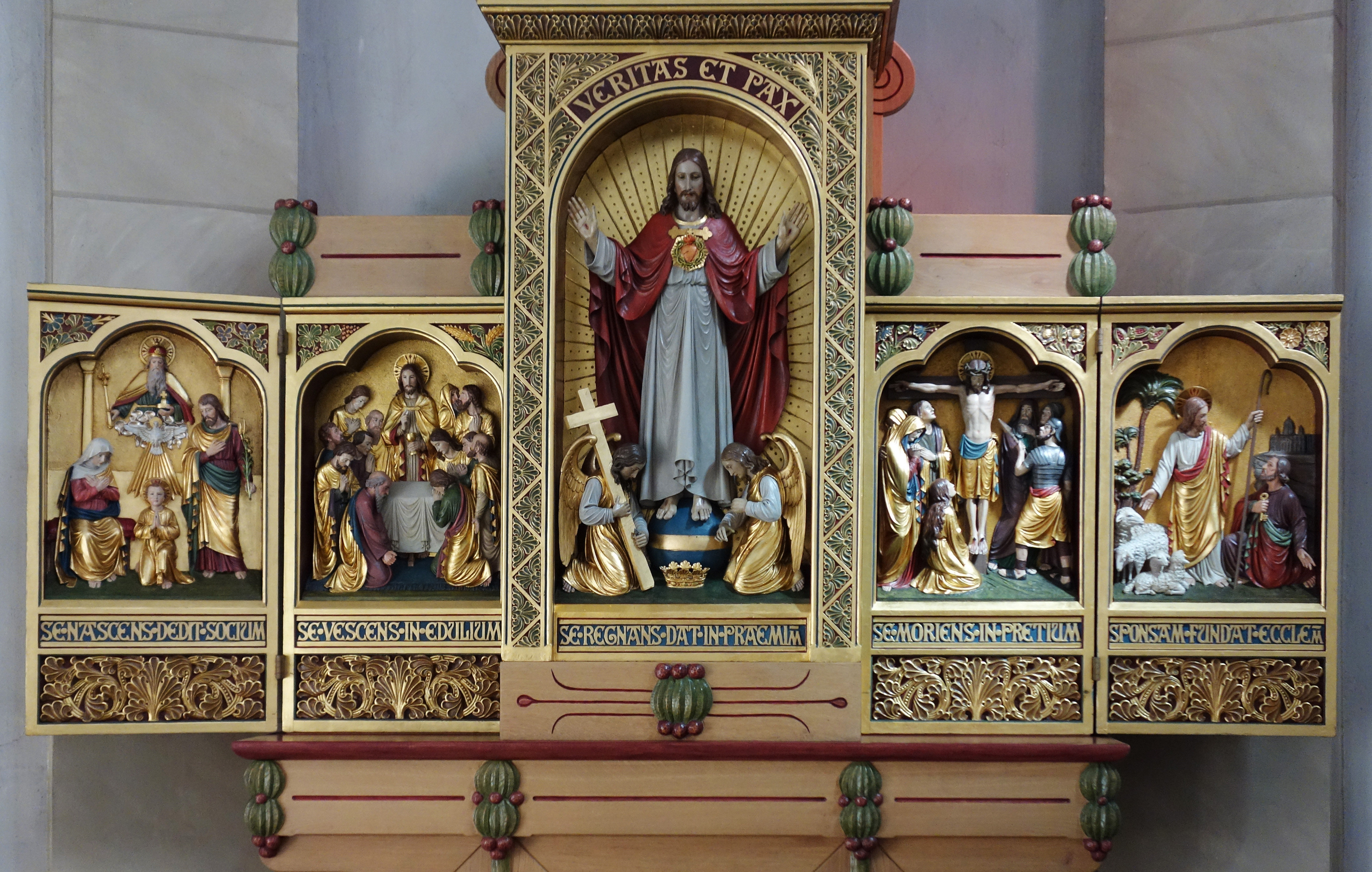
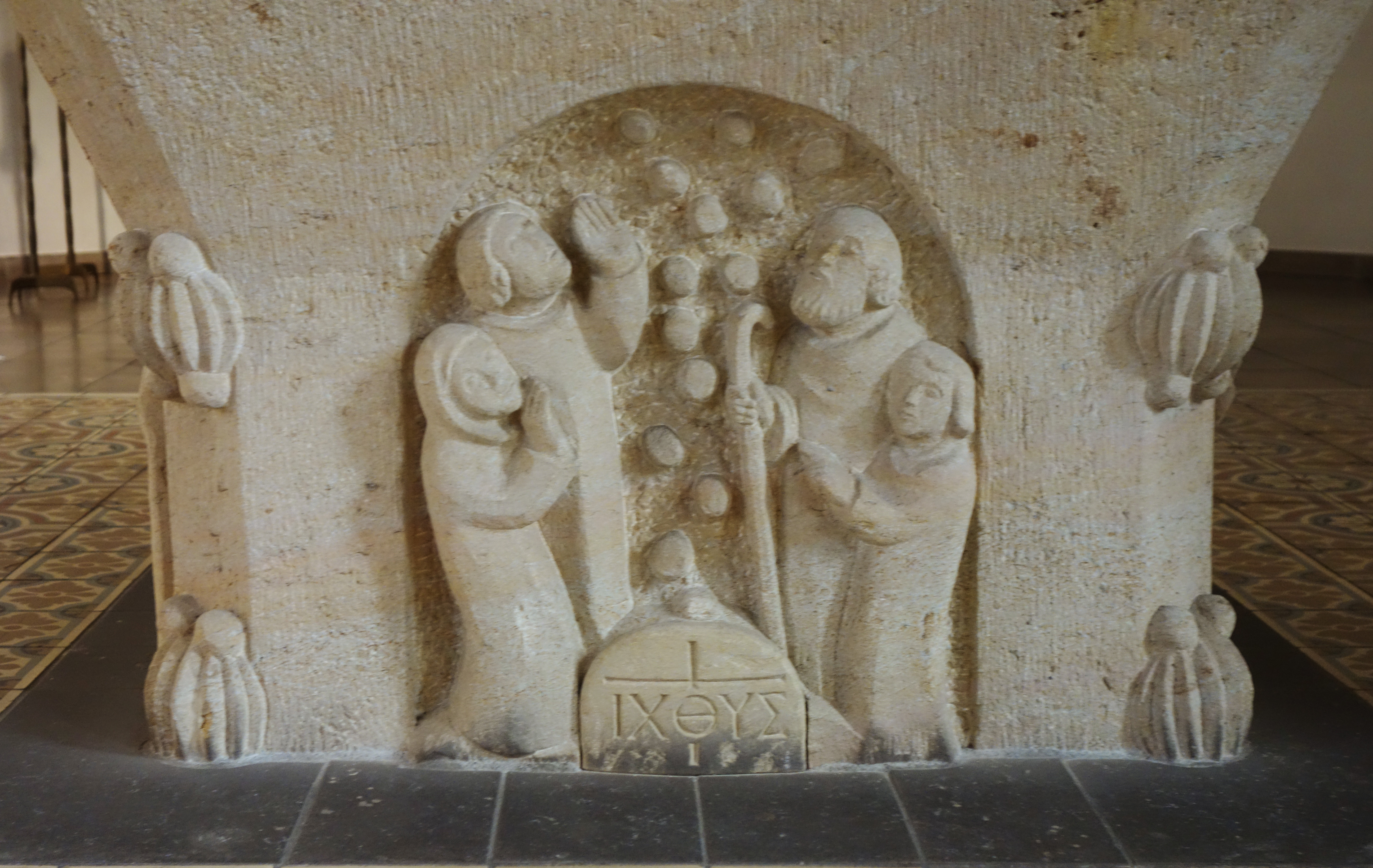
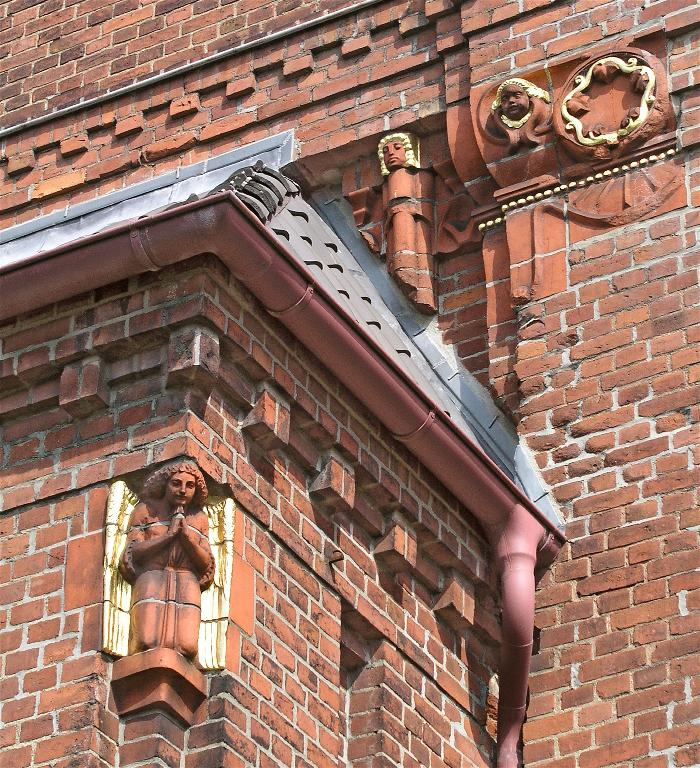
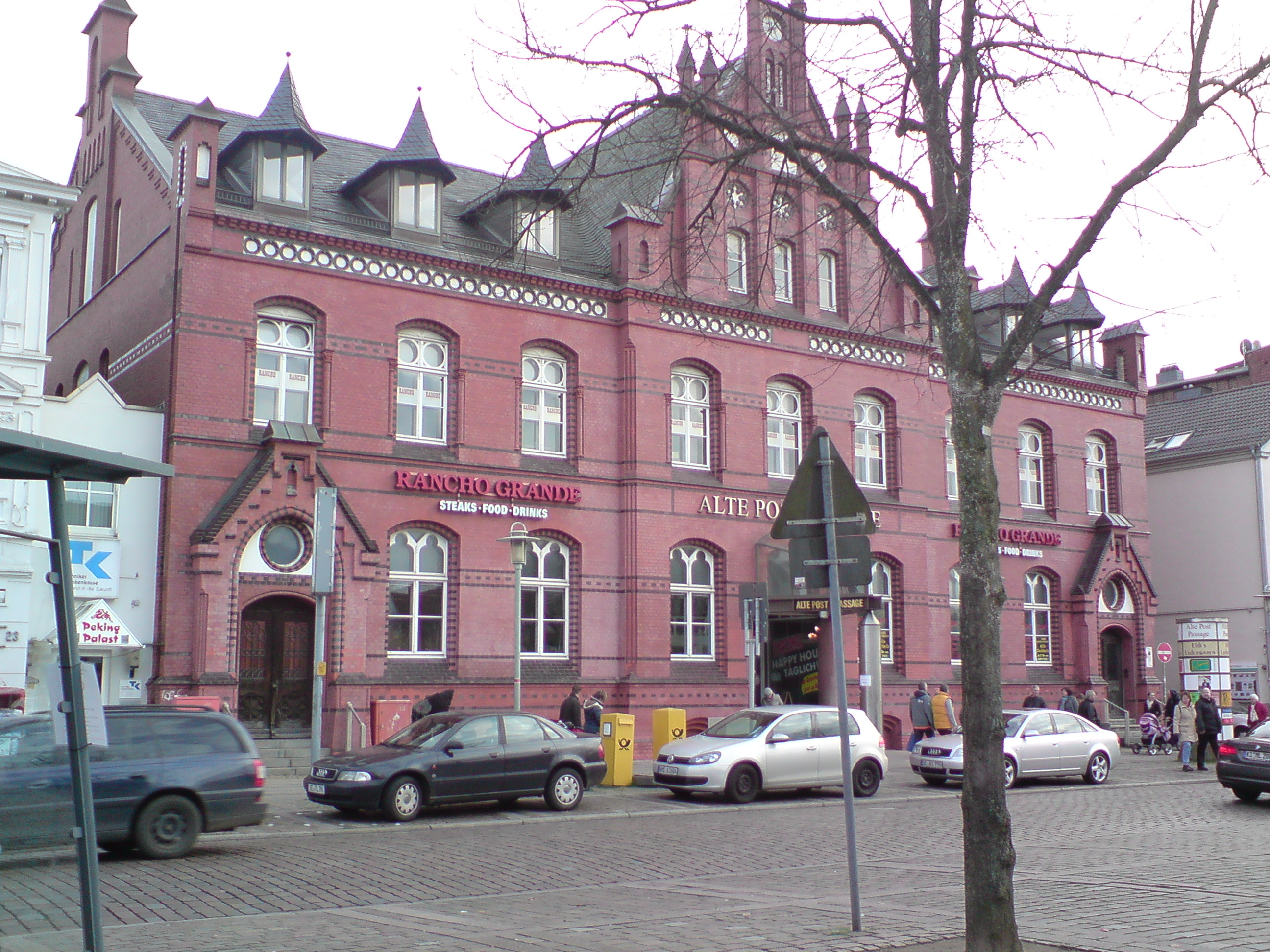
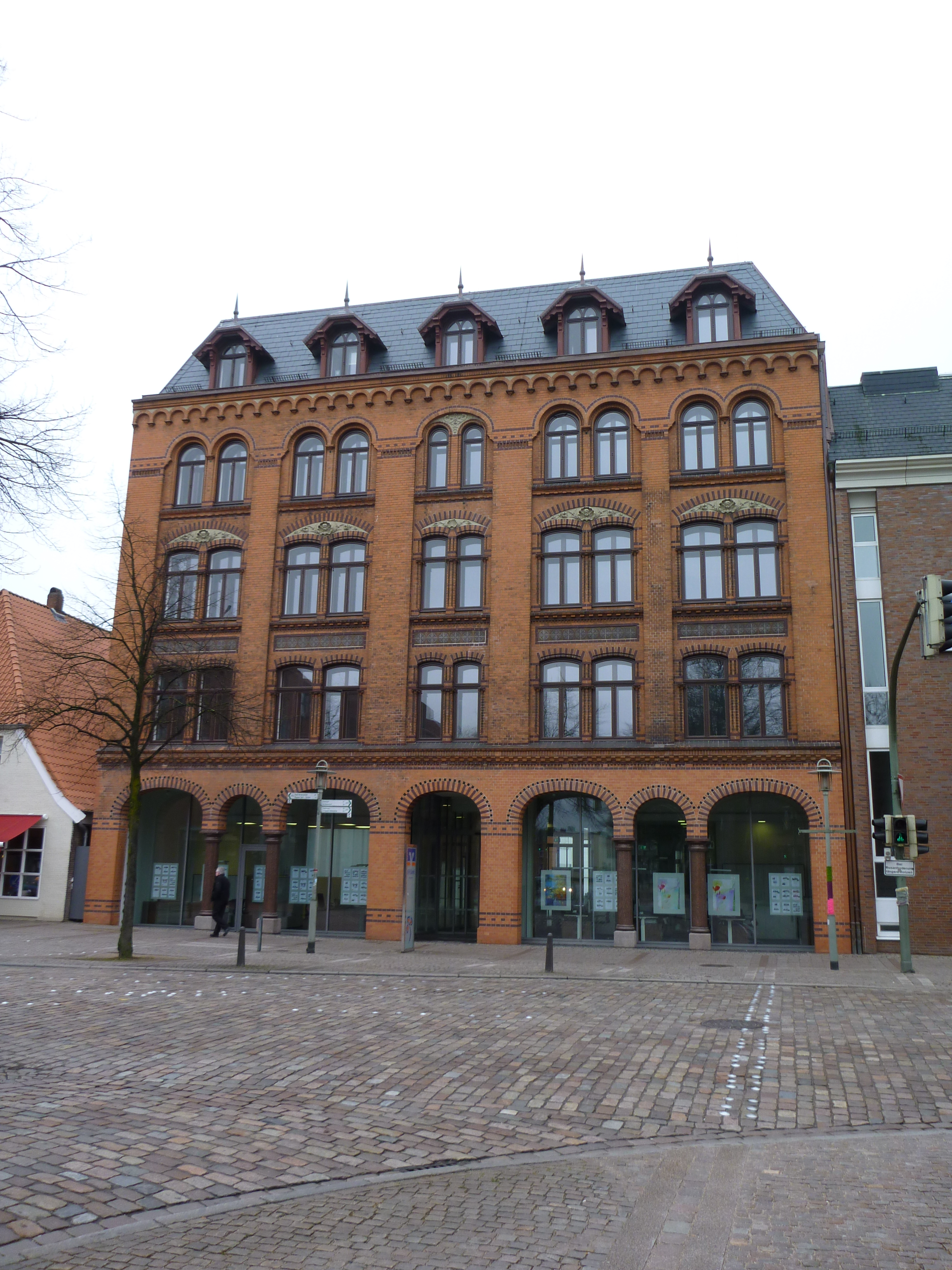
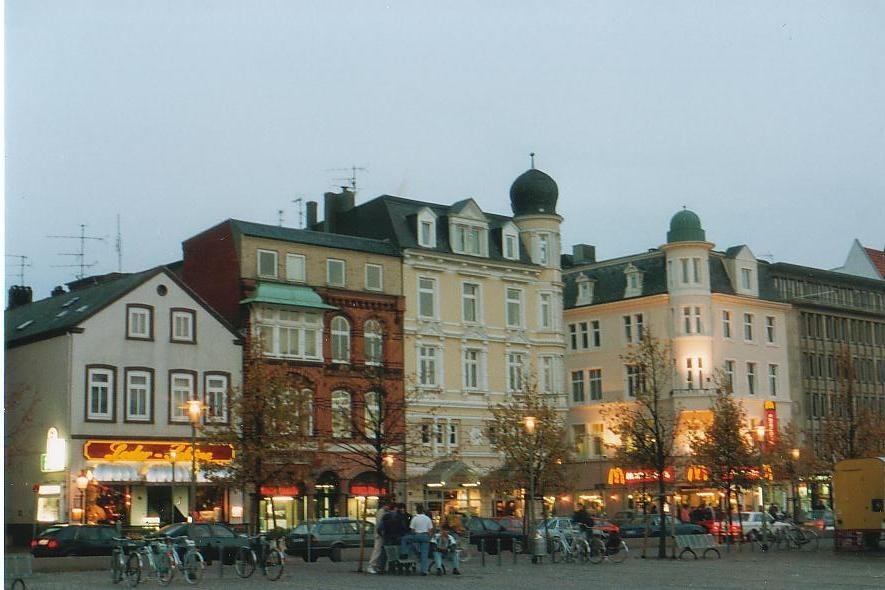
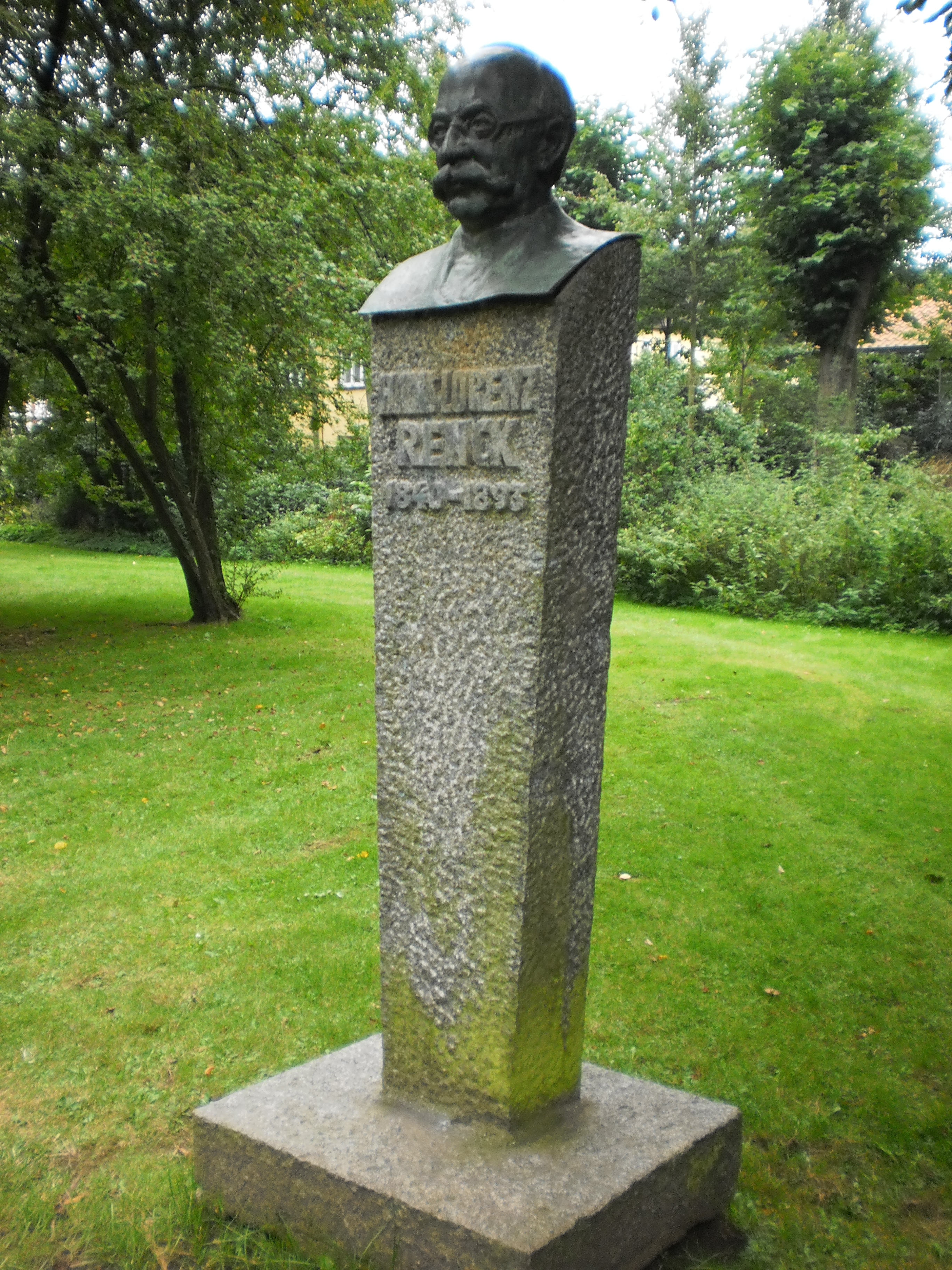
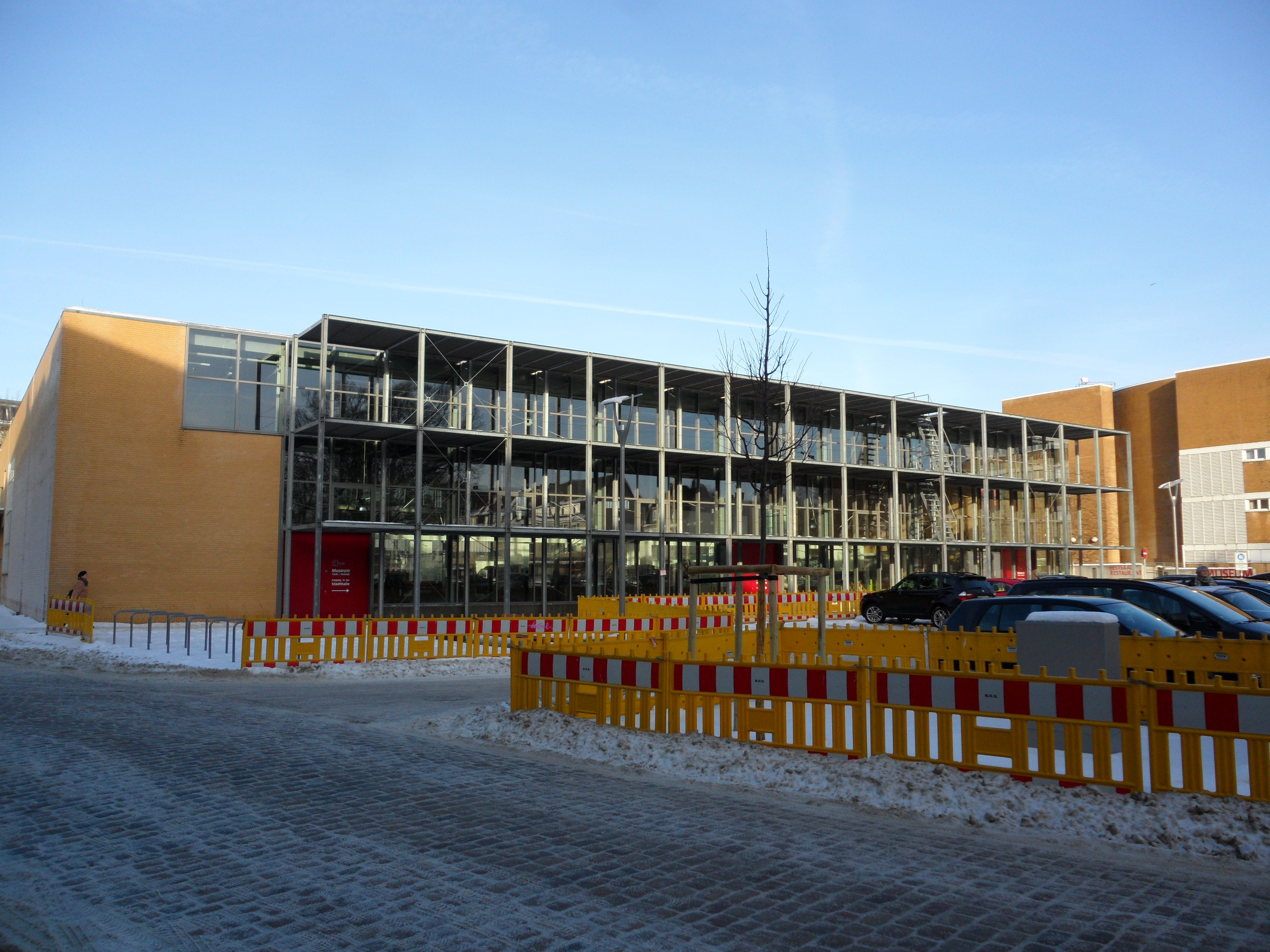
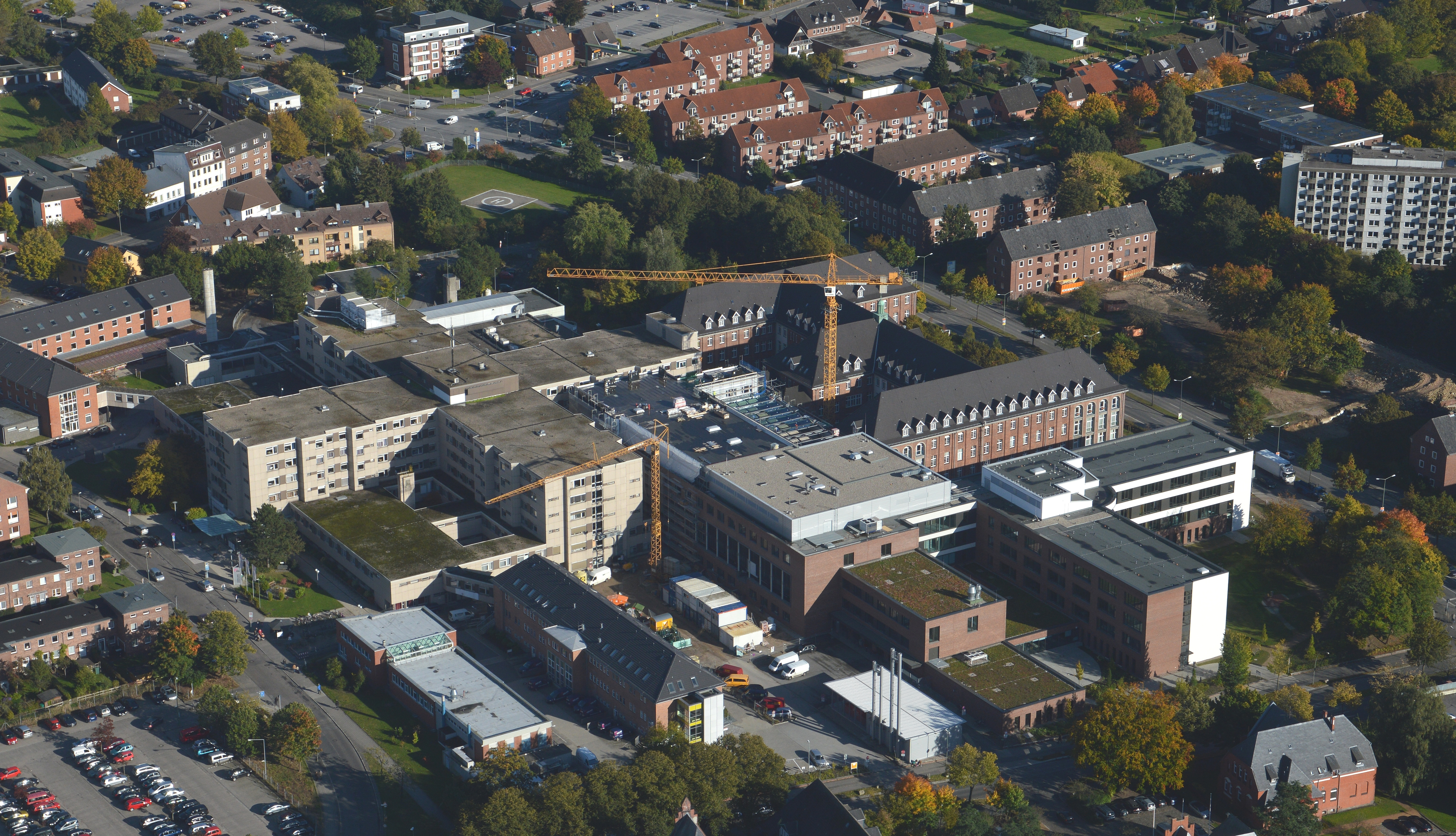
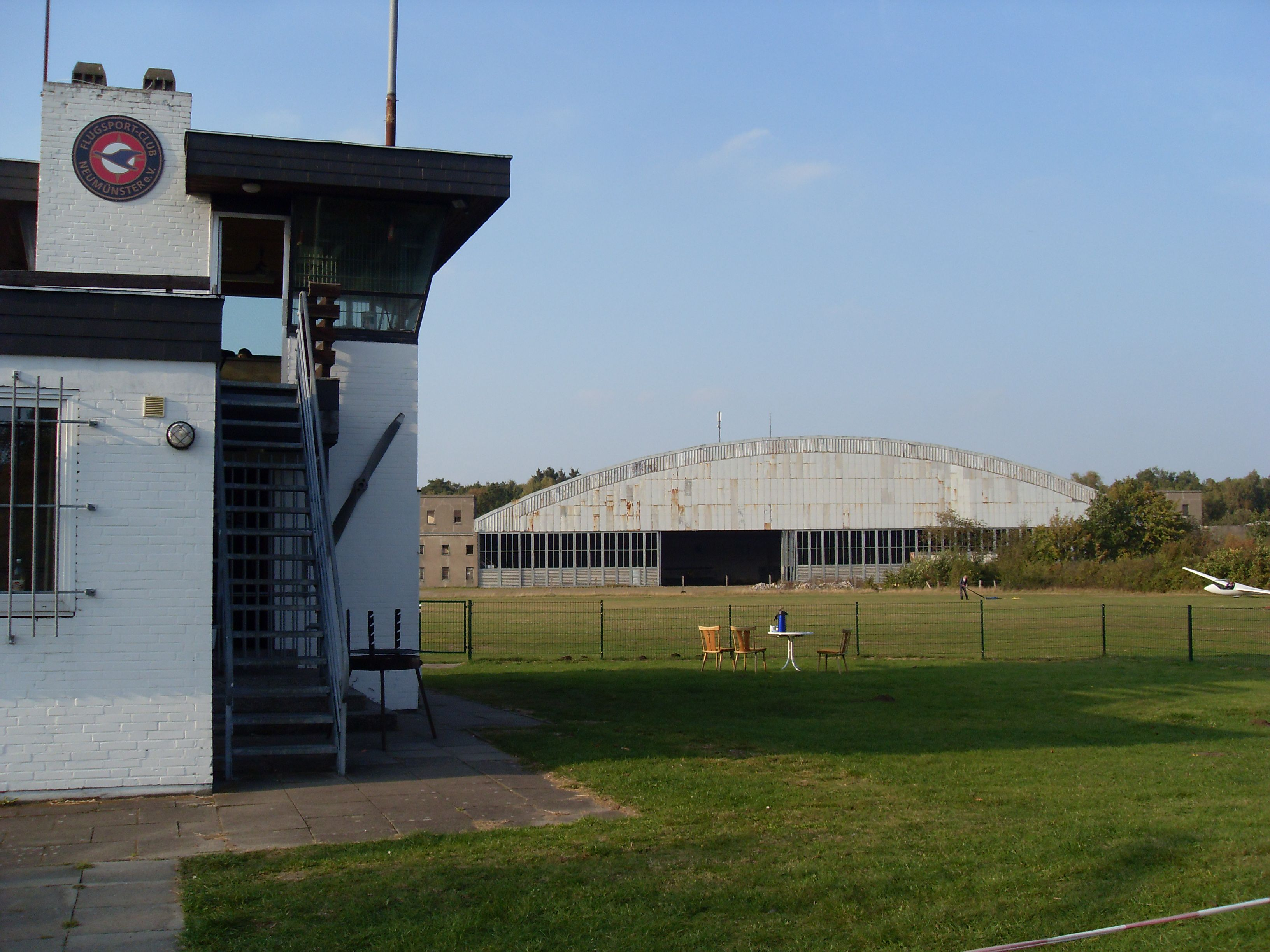
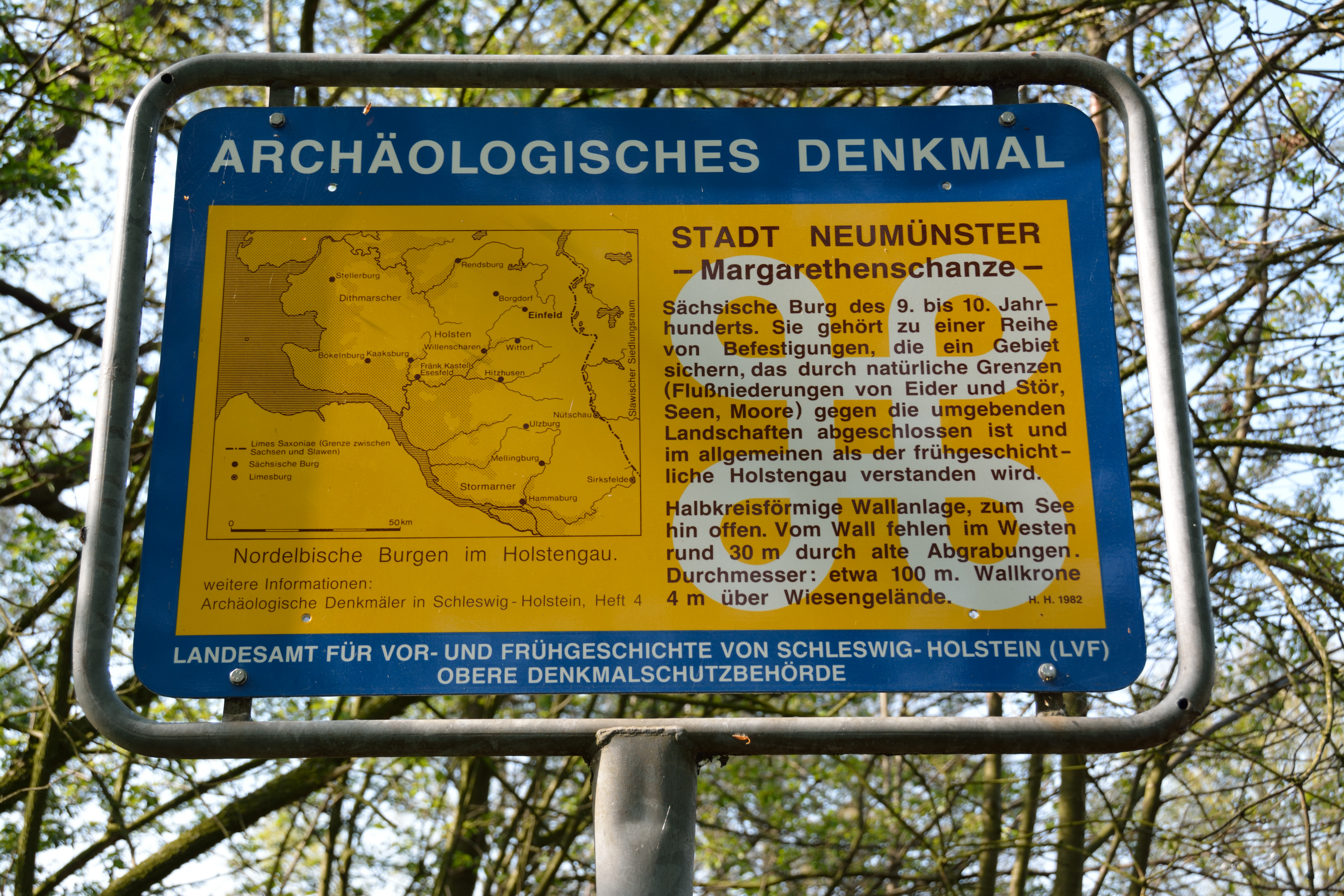

## Nevezetességek
- Vicelin templom
- Textilmúzeum
- Skanzen

## Itt születtek, itt éltek
- Nikolaus Bustorp (1470 – 1540 előtt), teológus
- Joachim Oporin (1695-1753), protestáns teológus
- Johann Georg Fock (1757-1835), protestáns-evangélikus teológus
- Adolf Wallichs (1869-1959), a szerszámgépgyár laboratóriumának első vezetője és a RWTH Aachen rektora
- Marie Schmelzkopf (1887-1966), politikus (SPD)
- Walter Bartram (1893-1971), politikus (CDU), Schleswig-Holstein miniszterelnöke 1950-1951, MdB 1952-1957
- Hans Schnoor (1893-1976), zenetudós és zeneszerző
- Hans Blöcker (1898-1988), politikus (CDU), MdB, MdL (Schleswig-Holstein)
- Walter Asmus (1903-1996), oktatói és egyetemi tanár
- Alfred Gleiss (1904-1997) ügyvéd
- Helmut Johannsen (1908-?), Fogorvos és SS-Obersturmbannführer és a Buchenwald koncentrációs tábor főorvosa
- Willi Ferdinand Fischer (1910-1981), költő és író
- Eduard Müller (1911-1943), katolikus pap, vértanú
- Annemarie Auer (1913-2002), író
- Horst Mittelstaedt (1923-2016), biológus kibernetikus és egyetemi tanár
- Christa Meves (született 1925), író, gyermek és serdülő pszichoterapeuta
- Kurt Hamer (1926-1991), politikus (SPD), a Landtag 1975-1987 alelnöke, majd Schleswig-Holstein állam határ menti biztosa
- Uwe Bangert (1927-2017), festő és grafikus
- Uwe M. Schneede (1939-ben), a Hamburger Kunsthalle és a hamburgi Kunstverein művészettörténésze és vezetője
- Horst Beyer (1940-2017), sportoló (Decathlete)
- Hans-Christian Siebke (született 1940), politikus (CDU)
- Detlev Blanke (1941-2016) az Interlinguisztika professzora a berlini Humboldt Egyetemen
- Edit Buchholz (született 1941), sportoló (asztalitenisz), háromszor német bajnok és kétszeres európai csapatbajnok
- Köll Péter (1941-2008), kémikus, a Carl von Ossietzky Egyetem Oldenburg professzora
- Volker Storch (* 1943), zoológus, a Heidelbergi Egyetem professzora

## Közlekedés

### Közúti közlekedés
Neumünstert érinti az A7-es autópálya.